# NGC 5718
NGC 5718 (również PGC 52441 lub UGC 9459) – galaktyka eliptyczna (E-S0), znajdująca się w gwiazdozbiorze Panny. Odkrył ją William Herschel 30 kwietnia 1786 roku. Jest to galaktyka z aktywnym jądrem typu LINER. Jest najjaśniejszą galaktyką w gromadzie galaktyk, do której należy. Wraz z sąsiednią galaktyką IC 1042 stanowi obiekt Arp 171 w Atlasie Osobliwych Galaktyk Haltona Arpa.